# 레고
레고(영어: Lego)는 덴마크의 레고 그룹에서 생산하는 블럭제품으로서, 다양한 종류의 블럭을 조합해 사용자가 원하는 것을 만들 수 있는 제품 또는 제품류 및 상표를 일컫는 말이다.

## 역사

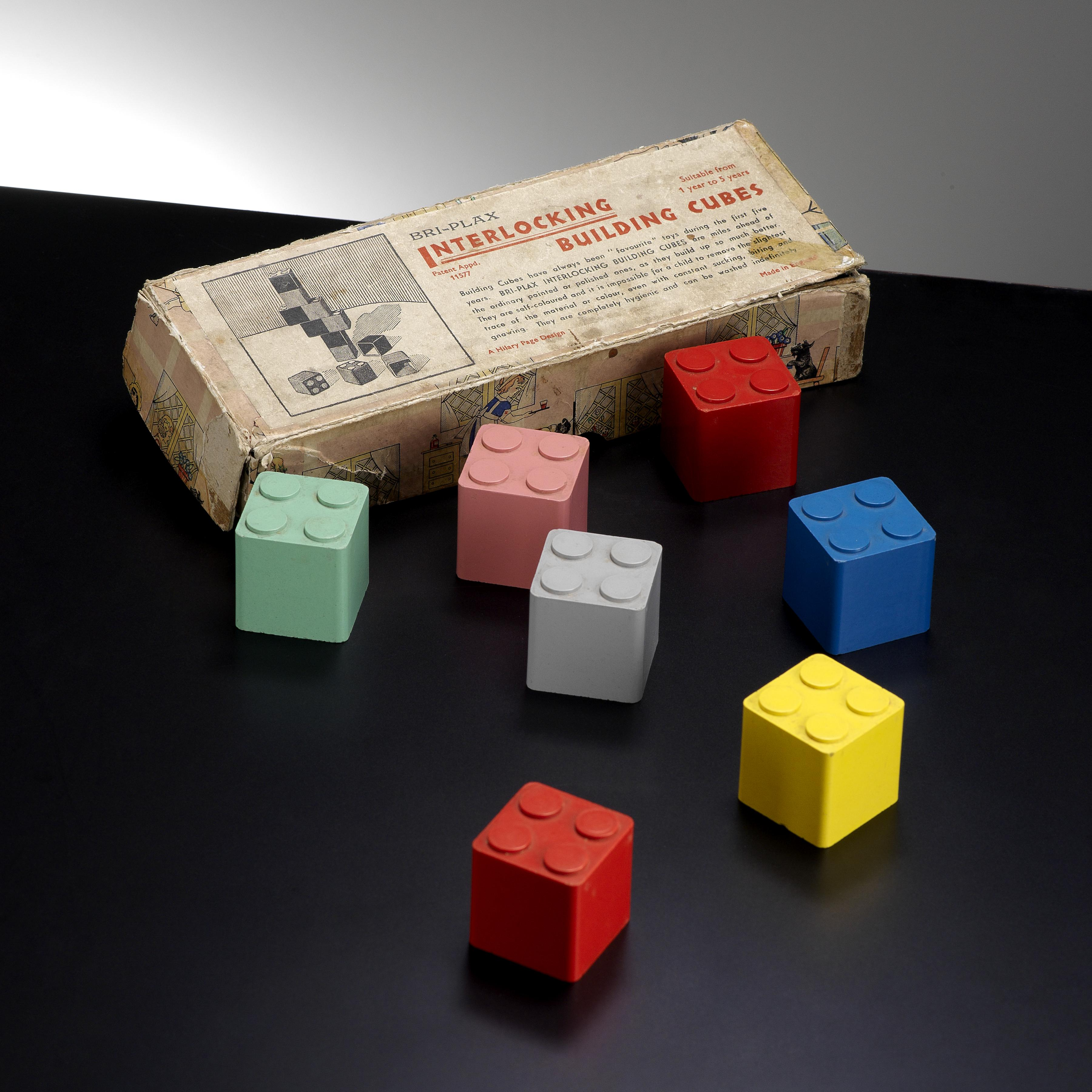
1939년 힐러리 피셔 페이지(의 "인터로킹 빌딩 큐브(Interlocking Building Cubes)", 뒤에 키디크래프트 브랜드로 판매되었다.

레고 그룹은 1932년 덴마크 빌룬의 목수였던 올레 키르크 크리스티안센(1891~1958년)의 워크숍에서 시작되었으며 그는 1932년 나무 장난감들을 만들기 시작했다. 1935년, 그의 회사 사명은 "레고"(Lego)가 되었다. 이름의 유래는 덴마크어로 '재미있게 놀다'라는 뜻을 가진 'leg godt([lɑjˀ ˈkʌt])'를 줄인 것이다. 1947년, 레고는 플라스틱 장난감 제작으로 영역을 확대하였다.
1949년 레고는 오늘날 조립 블록의 초기 버전을 생산하기 시작했다. 이 블록은 1939년 영국에서 특허를 받고 1947년 출시된 키디크래프트의 블록을 기반으로 하였다. 레고는 플라스틱 사출 성형기를 구입할 당시 공급업체로부터 키디크래프트 블록의 샘플을 받았다.
1954년 올레의 아들 고트프레드 키르크 크리스티안센이 레고 그룹의 전무 이사가 되었다. 고트프레드는 해외 바이어와의 대화를 통해 장난감 시스템에 대한 아이디어를 생각해 내었으며, 자사의 제품 중 조립 블록이 창의적인 놀이를 위한 시스템이 될 수 있는 엄청난 잠재력을 보았다. 문제는 블록끼리의 접합이 약하다는 결점이 있었다. 이 문제는 1958년 블록 내부에 원형 기둥을 집어넣어 해결하였고, 1958년 1월 28일 이 레고 블록 디자인에 대한 특허 출원을 덴마크와 그 후 몇 년간 다른 여러 국가에 제출하였다. 또한 5년간 블록 제작에 적절한 재료를 선정한 끝에 최종적으로 ABS 수지를 채택하였다.
고트프레드 키르크 크리스티안센은 1963년에 레고 시스템의 10가지 기본 규칙을 제창했다.

1. 놀이의 기능성이 무한할 것

2. 남녀 아이 모두를 위한 것

3. 모든 연령의 아이들에게 맞는 것

4. 일년 내내 가지고 놀 수 있는 것

5. 아이들의 건강과 편안함을 고려할 것

6. 적당한 놀이 시간을 지킬 것

7. 발전, 환상, 창의력을 증대 시킬 것

8. 더 많은 놀이의 가치를 증폭시킬 것

9. 쉽게 보충할 수 있을 것

10. 품질이 완전할 것

레고 블록은 크기가 작아서 영유아 시기 어린이들이 많이 삼켜서 사고가 자주 발생했었다. 1969년 레고는 영유아가 입에 넣어도 삼키지 못하도록 기존 레고 블록의 너비,높이 등을 두 배로 키운 듀플로 제품을 출시하였다.
1978년에는 레고 최초의 미니피겨를 생산하기 시작, 대부분의 레고 세트에서 필수품이 되었다.
2011년 5월, 우주왕복선 인데버 우주왕복선의 발사임무 STS-134는 레고 브릭 인 스페이스 프로그램(Lego Bricks in Space program)의 일환으로 국제우주정거장에 13개의 레고 키트를 가져와서, 우주비행사들이 극미중력에서 어떻게 반응하는지 알아보기 위해 모형을 제작했다.
2013년 5월 레고 역사상 가장 큰 모델이 뉴욕에 전시되었다. 이 모델은 X-윙 전투기의 1:1 축척 모형으며 5백만개 이상의 블록으로 제작되었다. 그 외에 34-미터 (112 ft) 타워와, 4 km (2.5 mi) 길이의 철도가 있다.
2015년 2월 마케팅 컨설팅 회사인 브랜드 파이낸스는 레고를 페라리를 제치고 '세계에서 가장 영향력 있는 브랜드'로 선정했다.

## 부품 설계

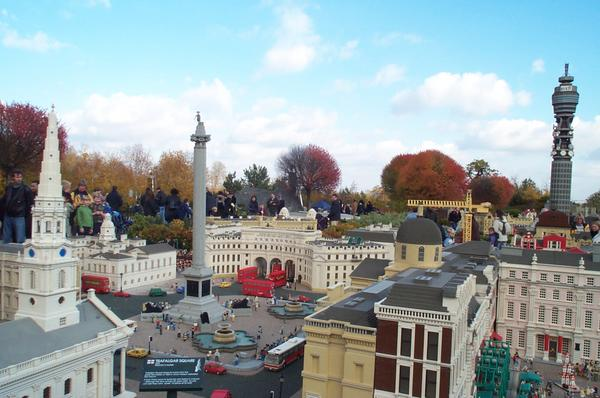
레고랜드 윈저에 있는 런던 트라팔가 광장의 모델

모든 레고 조각은 보편적인 시스템을 구성한다. 개별 제품의 디자인은 수년에 걸쳐 변화해왔으나, 각 제품은 기존 제품과 어떤 식으로든 호환성을 유지한다. 1958년의 레고 브릭은 현시대에 제작된 브릭과도 호환이 되며, 영유아를 대상으로한 듀플로 브릭과도 결합이 가능하다. 2 × 4 사이즈의 브릭으로 915,103,765가지 방법을 조합할 수 있다고 한다.
각각의 레고 조각은 정확한 크기로 제조되어야 하며, 또한 두 조각이 맞물릴때 단단히 끼워지면서 또 쉽게 분리할 수 있도록 해야한다. 레고 블록을 제조하는 기계들은 10마이크로미터 정도의 작은 오차율을 가지고 있다.
기본적인 개발 작업은 120여명의 디자이너를 고용하고 있는 빌룬 본사에서 이루어지며, 또한 영국, 스페인, 독일, 일본 등의 시장을 겨냥한 제품 개발을 담당하는 소규모 디자인 사무소를 두고 있다. 신제품의 평균 개발 기간은 약 12개월로 총 3단계로 나뉜다. 첫 번째 단계는 디자이너가 직접 시장과 접촉하는 등 시장 동향과 발전상을 파악하는 것으로, 일부는 휴일에 인근 장난감 가게에 상주하고 다른 일부는 어린이와 인터뷰를 한다. 2단계는 1단계 결과에 따른 제품의 설계와 개발이다. 2008년 9월 기준 설계팀은 3D 모델링 소프트웨어를 사용하여 초기 설계 스케치에서 CAD 도면을 생성한다. 그런 다음 내부 입체 석판 기계를 사용하여 시제품을 제작한다. 이 시제품은 전체 프로젝트 팀에 제출되어 "검증" 프로세스 동안 부모와 자녀가 의견을 제시하고 테스트한다. 디자인은 포커스 그룹의 결과에 따라 변경될 수 있다. 완성된 레고 제품의 가상 모델은 사용설명서 작성과 동시에 제작된다. 완성된 CAD 모델은 마케팅 및 패키징을 위해 더 넓은 조직에서도 사용된다.

## 부품 제조

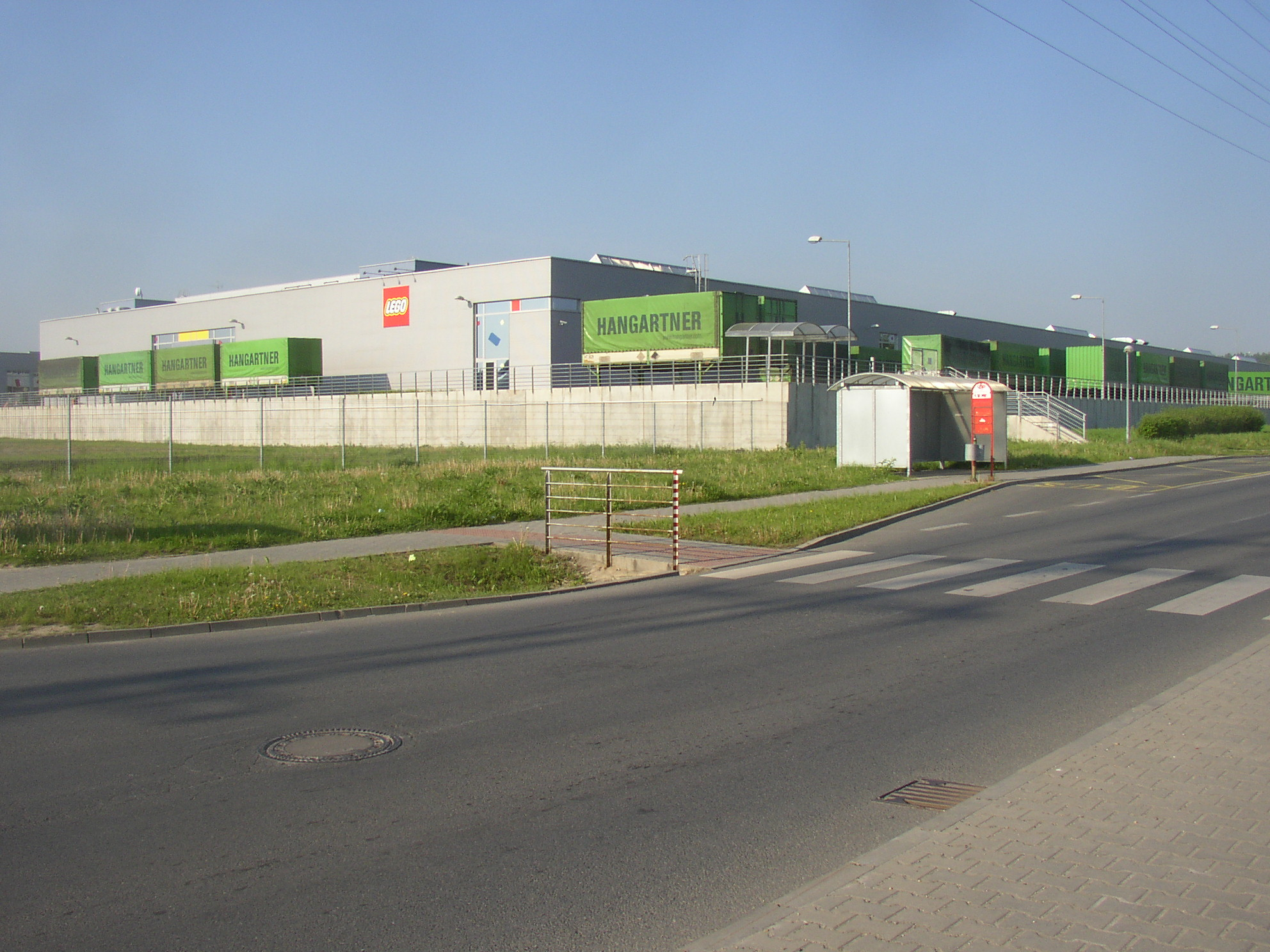
체코 클라드노에 있는 레고 공장

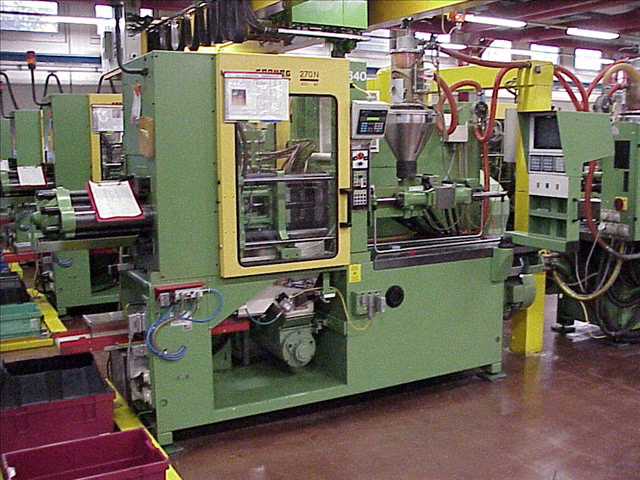
독일 아르부르크사에서 제작한 레고 사출 성형기

1963년부터, ABS 수지로 알려진 강하고 탄력 있는 플라스틱으로 제조되어 왔다. 2008년 9월 기준, 레고 엔지니어는 NX CAD/CAM/CAE PLM 소프트웨어 제품군을 사용하여 요소를 모델링한다. 이 소프트웨어를 사용하여 주형 흐름 및 응력 분석을 통해 부품을 최적화할 수 있다. 프로토타입 주형은 디자인이 대량 생산에 투입되기 전에 제작되기도 한다. ABS 플라스틱은 232 °C로 반죽과 같은 농도가 될 때까지 가열한다. 그런 다음 25~150 톤의 힘을 사용하여 주형에 주입하고 냉각하는데 약 15초가 걸린다. 주형은 최대 20 마이크로미터의 공차를 허용하여 블록을 계속 연결할 수 있도록 한다. 검사원은 색상이나 두께의 큰 변화를 제거하기 위해 주형의 출력을 확인한다. 레고 그룹에 따르면, 백만개 중 약 18개의 조각들이 요구되는 기준을 충족하지 못한다고 한다. 레고 공장은 제조 과정에서 발생하는 플라스틱 폐기물의 약 99% 가량을 재활용한다. 만약 플라스틱이 레고 블록으로 재사용될 수 없다면, 따로 가공되어 사용할 수 있는 산업으로 팔린다. 레고는 현재 블록에 사용하고 있는 ABS 플라스틱보다 더 친환경적인 대안을 찾기 시작하여 2030년안을 목표로 하고 있다.
레고 블록의 제조는 전 세계 여러 곳에서 이루어진다. 성형은 덴마크의 빌룬, 헝가리의 니레지하저, 멕시코의 몬테레이, 그리고 가장 최근인 중국의 자싱에서 이루어진다. 블록 장식과 포장은 덴마크, 헝가리, 멕시코, 체코의 클라드노의 공장에서 이루어진다. 레고 그룹은 50년 동안 4천억 개의 레고 블록을 생산했다고 추정한다. 레고 블록의 연간 생산량은 평균 약 360억개, 즉 초당 약 1140개이다. 2006년 비즈니스위크 기사에 따르면, 레고는 세계 최고의 타이어 제조업체로 여겨질 수 있다고 하였다. 이 공장은 연간 약 3억 6백만 개의 소형 고무 타이어를 생산한다. 이러한 주장은 2012년에도 반복되었다.
2012년 12월, BBC의 More or Less 라디오 프로그램은 오픈 대학교의 공학부에 "레고 블록을 쌓아올려 맨 아래 블록을 파괴하는 데 필요한 무게는 얼마일까?"를 결정하도록 요청하였다. 유압 테스트 기계를 사용하여 엔지니어링 부서는 2×2 레고 블록 한 개가 지탱할 수 있는 평균 최대 힘을 4,240 뉴턴으로 결정했다. 평균 2×2 레고 블록의 질량은 1.152g이기 때문에, 계산에 따르면 맨 아래 블록을 붕괴시키는데 375,000개의 블록 더미가 필요한데, 이것은 3,591m의 높이를 나타낸다.
레고 테스트는 더 적은 주기를 보여주지만, 개인 테스트에는 블록들이 닳기 시작하기 전꺼까지 수천 개의 조립-분해 주기를 보여주었다.
2018년, 레고는 식물성 요소(잎, 덤불, 나무와 같은 부분)로 제조된 폴리에틸렌을 사용할 것이라고 발표했다. 2020년에는 1회용 비닐 봉지 제품 포장을 중단하고 대신 재활용 종이 봉투를 사용할 것이라고 발표했다.

## 부품
레고의 부품은 다양하다. 형형색색의 브릭, 막대, 바퀴, 도르래, 미니피규어 등으로 이루어져, 이러한 부품을 결합함으로써 모든 것을 만들 수 있다. 대표적으로 브릭, 플레이트, 타일등이 있다.

### 브릭
브릭(Brick)은 레고로 무언가를 만들 때 가장 중요시되는 부품이다. 직육면체나 정육면체 모양으로 생겨서 물체의 형태를 만들 때 반드시 쓰이기 때문이다.

레고 브릭 규격[39][40]
레고 빨간색 브릭
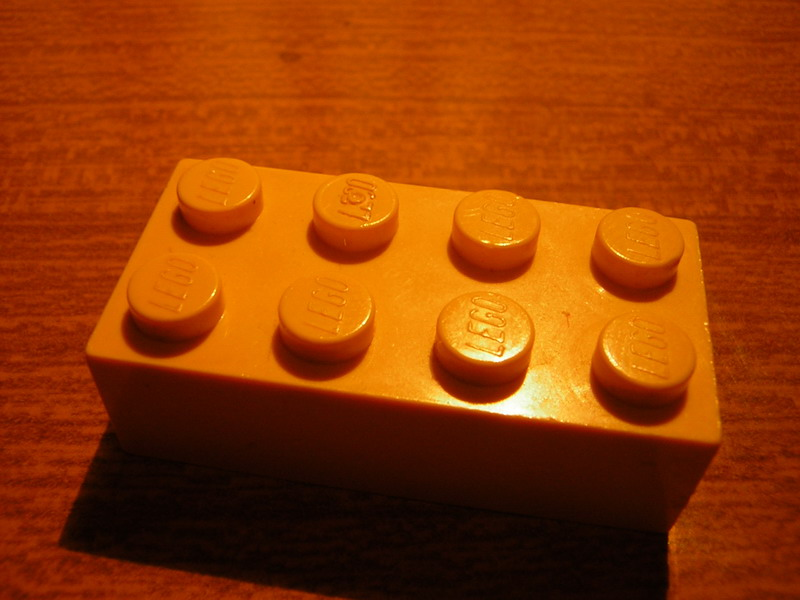
레고 주황색 브릭
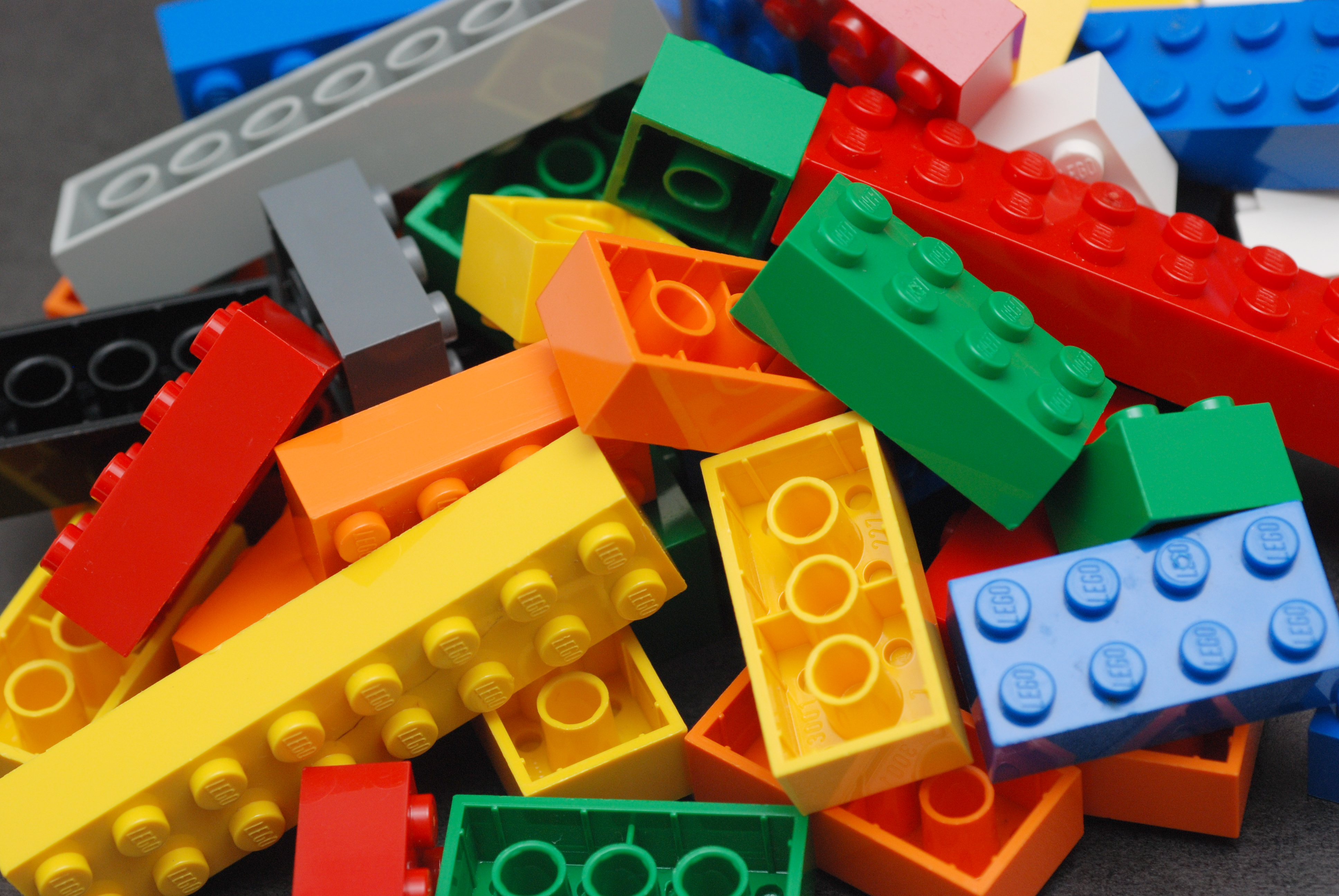
다양한 레고 브릭

#### 파워펑션
기차, 테크닉 차량, 전동 크레인등에 쓰이는
일종의 모터.
배터리팩, 전선, 모터, LED, 센서, 조종기, 브릭과의
연결부등으로 이루어졌다.
모터에는 M, XL, L, 서보모터가 있다.
M모터는 빠른 회전력, XL모터는 큰 힘, L모터는 큰 테크닉 차량에 사용된다. 또 서보모터는 90°씩 회전하여 주로 차량의 조향부에 이용된다.

#### 픽어브릭
픽어브릭(Pick-a-brick)이란, 다양한 형태의 브릭을 일정한 무게만큼 담아 일정한 가격에 살 수 있는 서비스이다. 레고그룹에서 인증한 레고 스토어에서 제공하는 플라스틱 통에 브릭을 담아서 사는 형태이며, 통이 닫힐 수 있게 브릭을 집어넣는다면 어떤 브릭이든지 사갈 수 있다. 전 세계의 모든 레고 스토어에 설치되어 있고, 대한민국은 2016년 12월 9일 현대백화점 판교점에 레고 스토어가 문을 열면서 이 시스템을 도입했다.

### 미니피겨
미니피겨(minifigure)는 레고에서 사용되는 사람 모양의 인형이다. 생산 초기에는 일반적인 형태의 것만 생산되었지만, 최근에는 애니메이션 캐릭터 디자인을 차용한 것도 출시되고 있다. 전통적으로 미니피규어의 살구색은 노란색을 사용하나, 레고 스타워즈와 같은 라이센스 시리즈에서는 실제 백인, 흑인에 가까운 색깔을(어차피 레고에 사용되는 색깔은 지정되어 있다)사용하기도 한다.(캐릭터 같은 경우는 캐릭터 색깔에 최대한 똑같이 사용한다)

## 제품
레고 그룹에서는 여러 가지의 레고 시리즈를 출시하고 있다. 생산이 중단되지 않고, 현재 레고가 생산되는 국가인 130개 이상의 국가에서 출시되는 테마는 아래와 같다.

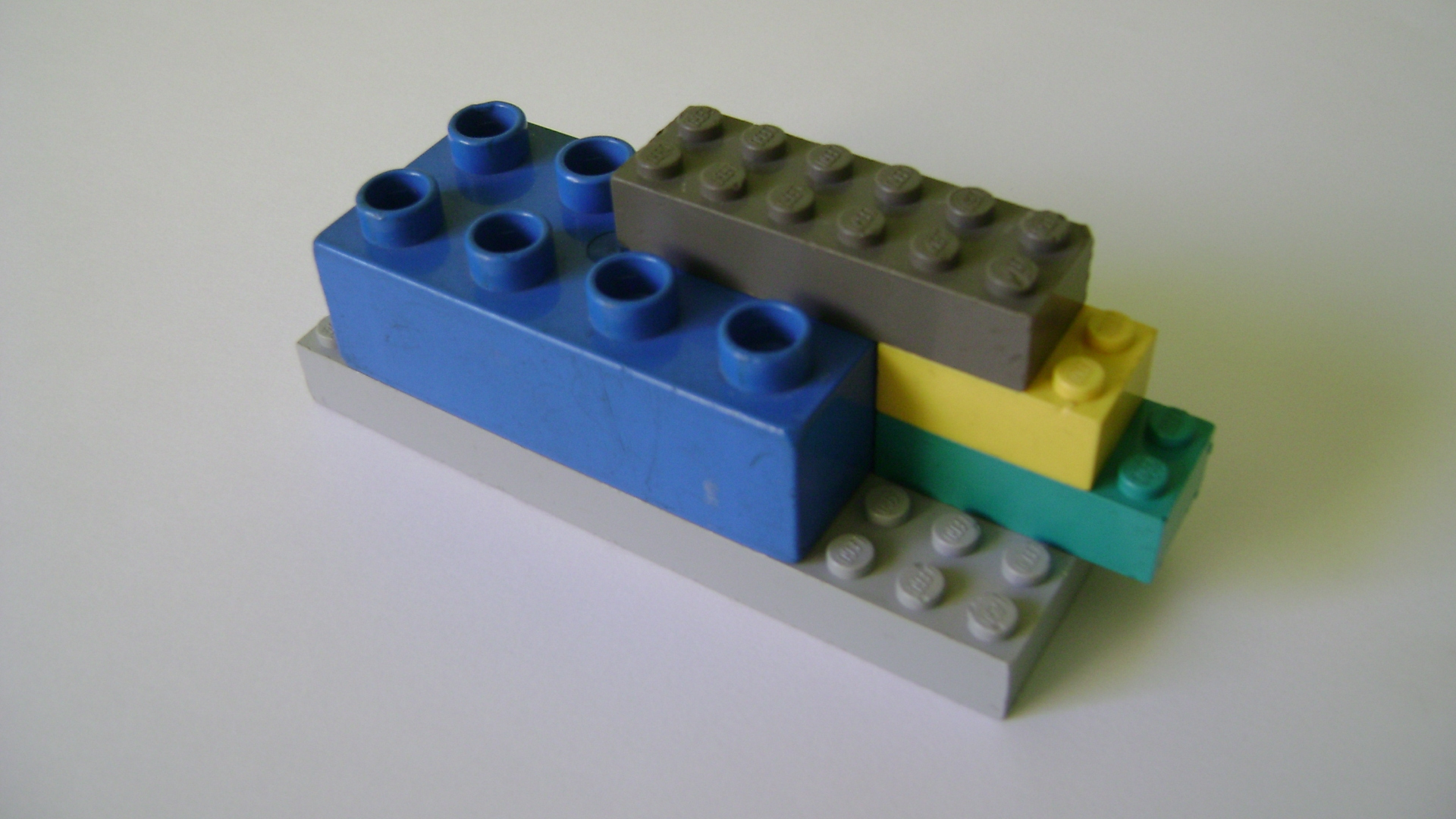
큰 부품으로 이루어진 듀플로

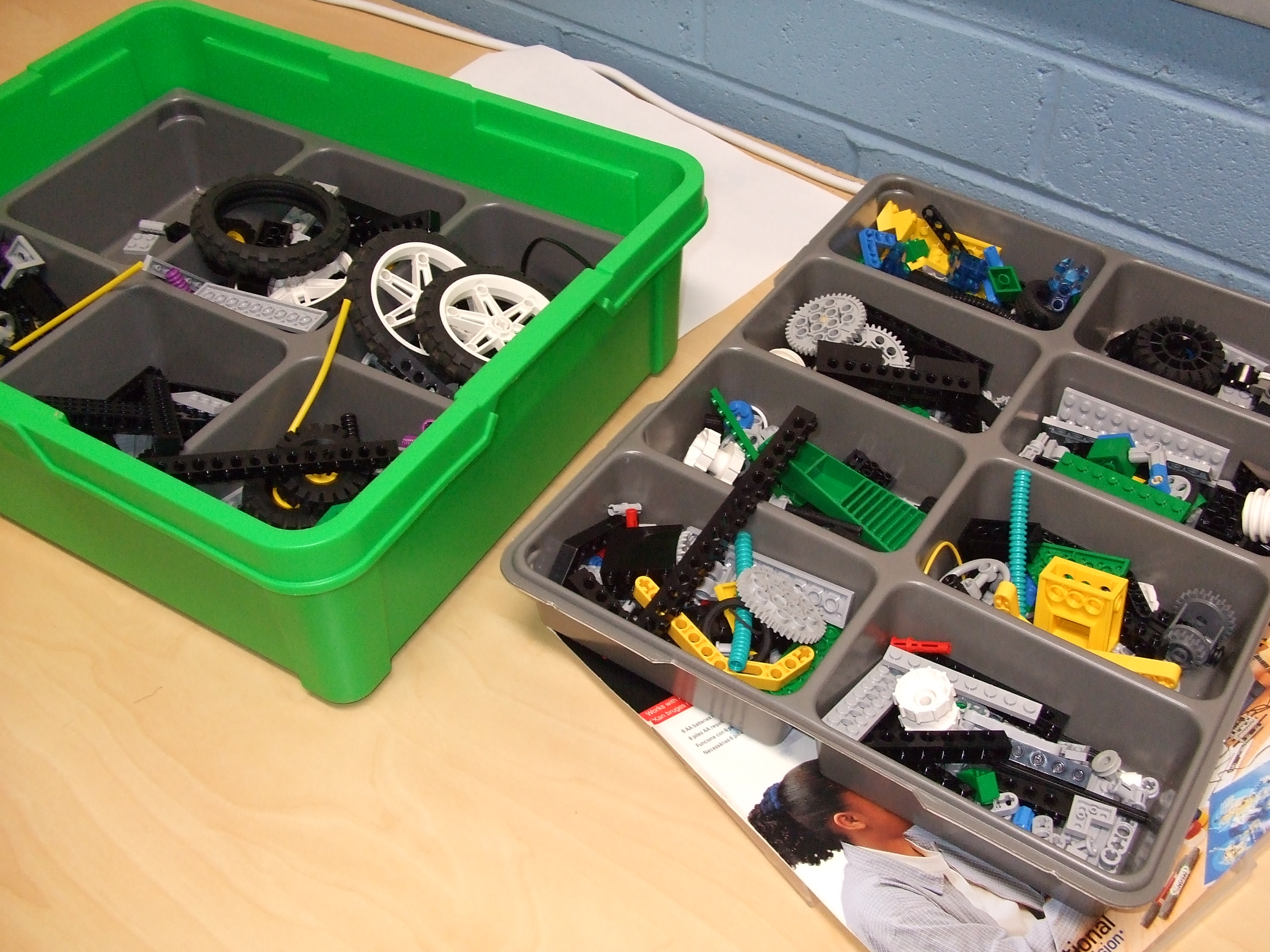
테크닉 부품

- 듀플로(Duplo): 작은 부품이 위험한 영유아를 위해 큰 부품으로 구성되었다. 1981년부터 출시되고 있다.
- 마인드스톰(Mindstorms): 지능형 로봇 시스템 장난감을 만들 수 있다. 1989년부터 출시되었다. 이 시리즈는 매우 기능적으로 만들어졌다. 마인드 스톰 프로그램을 레고 사이트에서 돈을 내고 따로 깔아야 한다.
- 프렌즈(Friends): 소녀들을 위해 만들어진 시리즈로, 2012년부터 출시되고 있다. 이 시리즈는 여자들을 위한 레고라는 취지에서 출시되었다. 2018년 2세대 레고 프렌즈가 출시되었다.
- 아키텍처(Architecture): 세계의 유명한 건축물을 만들 수 있다. 2008년부터 출시되고 있다. 유명한 건축가들의 건축물들을 직접 만들 수 있는 시리즈이다.대한민국의 숭례문(2016)도 출시된 바 있다.
- 캐슬(Castle): 거대한 성을 만드는 것으로, 1978년부터 출시되고 있다. 올드 캐슬(sysiem), 캐슬(castle), 킹덤(kingdoms), 올드 닌자(system), 로빈 후드(system), 클래식(classic) 등의 테마로 나뉜다. 중세 시대를 배경으로 만들었다. 또 많은 중세 시대 사람들과 군사들의 미니 피규어들도 있다.
- 미니피겨(Minifigures): 다양한 미니피겨를 소장용으로 출시한 브랜드이다. 2010년부터 출시되고 있다. 미니피겨 시즌 10에서는 기념으로 전 세계에 5000개의 골드 피규어를 전 세계에 보냈는데 인기가 너무 많자 5000개의 Mr.골드 피규어를 전 세계로 보냈다.
- 레고 시티(City): 1966년부터 출시되고 있다. 시티의 예전 이름은 타운(town), 월드시티(world city)로 시티는 타운이라는 이름으로 시작하여 월드시티로 바뀐 후 2005년부터 시티라는 이름으로 출시되고 있다.
- 테크닉(Technic): 1977년부터 출시되고 있다. 이 시리즈의 부품들은 기존의 시스템브릭과는 많이 다르다.대부분 파워펑션(powerfunctions)과 호환되도록 만들어진다. 또한 오토바이, 비행기, 트럭, 중장비 등의 차량이 대부분이다. (레고 파워평션, 배터리 팩 및 점프선은 개별 판매도 한다.)
- 우주(Space): 1978년에 처음 출시되었다. 클래식 스페이스(system), 블랙트론(blacktron), 스페이스 폴리스(spacepolice)등의 시리즈가 있다. 2014년에 레고 겔럭시 스쿼드로 재출시되었다. 그 외에도 UFO, 에일리언 콘퀘스트(alien conquest)등의 시리즈가 더 있다.
- 크리에이터(Creator): 2003년부터 출시되고 있다. 이 시리즈는 매우 다양한 장르에서 다양한 세트 수를 보유하고 있다. 크리에이터는 3in1 모델과 Expert 모델이 있다.
- 닌자고(Ninjago): 닌자고 캐릭터를 레고로 만든 브랜드로, 2011년부터 출시되고 있다. 2020년 초반에 닌자고 레거시로 유명했던 제품 몇개를 리메이크 하였다. 이 시리즈는 TV 프로그램으로도 방영을 해서 더 유명해 졌다. 하지만 TV에서 방영하는 것은 레고사에서 직접 제작한 것이 아니다.
- 히어로 팩토리(Hero Factory): 히어로 팩토리 캐릭터를 활용해 만든 것으로, 2010년부터 2014년까지 출시되었다.
- 키마의 전설(Legends of Chima): 키마의 전설 캐릭터를 활용해 만든 것으로, 2013년부터 2015년까지 출시되었다. 이 시리즈도 닌자고처럼 TV로 방영되었었다.
- 몬스터 파이터(Monster Fighters): 2012년에 출시된 괴물들을 잡는다는 스토리의 시리즈이다.
- 스타워즈(Star Wars): 영화 스타워즈 에피소드 1~9를 레고로 만든 것으로, 매니아들이 많아 '레고의 꽃'이라고도 불린다. 레고 최초의 영화를 본떠 만든 제품이다.레고 스타워즈는 7401제품 라이트세이버 결투가 최초이다. 그리고 레고 회사 부활에 역할을 했다. 1999년(에피소드1 개봉년)부터 출시되고 있다.오리지널 삼부작과 연결되어, 요다의 비밀이야기, 드로이드의 모험 등이 만들어지고 있다. 여러 책들도 있다.
- 반지의 제왕(The Lord of the Rings): 영화 반지의 제왕 캐릭터를 레고로 만든 것으로, 2012년부터 2015년까지 출시되었다.
- 호빗(The Hobbit): 영화 호빗 캐릭터를 레고로 만든 것으로, 2012년부터 2015년까지 출시되었다.
- 닌자 거북이(Teenage Mutant Ninja Turtles): 영화 닌자 거북이 캐릭터를 레고로 만든 것으로, 2013년부터 2014년까지 출시되었다.
- 론 레인저(The Lone Ranger) 영화 론 레인저 캐릭터를 레고로 만든 것으로, 2013년에 출시되었다.
- 마인크래프트 (Minecraft): 게임 마인크래프트를 레고로 구현했으며, 2012년에 레고 쿠소(cuusoo)(현재 아이디어스) 시리즈로 출시되었고, 그 뒤 시리즈로 출시되고 있다. 2012년 2014년까지 마이크로 월드시리즈를 발매했고 (정품으로 사면 비쌈 쇼핑앱에서 찾을시) 2014년 부턴 새로운 레고 마인크래프트를 만들었다 2019년에는 빅피규어를 발매했고 2018년에는 다른세트와 합칠수 있음
- 슈퍼 히어로즈 (Super Heroes): DC와 마블의 히어로 캐릭터를 레고로 만든 것으로, 2012년부터 출시되고 있다. DC코믹스(DCcomics)와 마블(marvel)로 나뉘어 있다.
- 갤럭시 스쿼드(galaxy squad): 우주에서 외계인들과 인간의 싸움을 바탕으로 만들어졌다.
- 디즈니 프린세스(disney): 디즈니 프린세스를 바탕으로 제작되었으며, 2012년부터 출시되고 있다.
- 심슨(the simpsons): 애니메이션 심슨 가족을 바탕으로 만들어졌으며 2014년부터 2015년까지 출시되었다.
- 바이오니클(bionicle): 토아라는 전설적인 존재들이 악당들을 물리치는 것을 바탕으로 2001년부터 2010년까지 출시되었다. 이후 2015년에 재등장하여 히어로 펙토리 시리즈의 부품을 이용했지만 1년만에 다시 중단했다.
- 넥소 나이츠(nexo knights): 2016년 다시 출시된 캐슬 시리즈로, 스팀펑크가 추가되어있다. 나이트킹덤(knights kingdom)과 비슷하다.
- 아이디어스(ideas): 아이디어스 홈페이지에서 창작가들이 올린 제품 중 10000명이 후원한 제품에서 다시 심사를 거쳐 창작품을 제품으로 만드는 시리즈이다. 2010년부터 출시되고있다.
- 엘프(elves): 여러 원소의 요정들에 관한 시리즈이다.
- 레고 무비(the lego movie): 레고 무비 내용을 바탕으로 한 시리즈이며 2014년부터 2015까지 출시되었다.
- 레고 디멘션(Lego Dimension): 레고 디멘션은 게임(PS4로 출시)으로 출시되었고 그것을 바탕으로 레벨팩을 만들었다 안에 포함된 여러 부품으로 여러 가지 사물을 만들 수 있다. 미니피겨는 레고 디멘션 게임의 등장인물이다. 대표적으로 소닉 더 헤지혹 미니피겨가 있다
- 스쿠비 두(scooby-doo): '스쿠비 두'라는 카툰네트워크(CARTON NETWORK)에서 방영되는 만화를 레고로 재해석한 시리즈이다.
- 해리 포터(harry potter): 2001년에 영화 개봉과 함께 동시 출시 하였으며 2011년에 시리즈가 완결되었음에도 불구하고 5년 후에 다시 생산하여 현재도 출시하고 있다.
- 레고 아이디어: 2011년 10월, 전 세계 모든 사람들이 자신의 작품을 업로드할 수 있도록 본격적인 쿠소 프로젝트가 시행되었고 사이트 내의 1만 명의 사람들에게 서포트를 받는 제품에 한해 레고 본사의 심사 단계를 거쳐 매 분기 한 제품씩 꾸준히 제품이 출시되고 있다.
- 히든 사이드: 2019년 8월 1일에 출시되었다. 증강 현실 게임 (AR) 이 가능하다.
- 오버워치(overwatch): 2016년에 출시된 슈팅 게임인 오버워치를 바탕으로 2019년에 만들어진 시리즈이다.
- Dots: 2020년에 출시 된 종류로 내 맘대로 꾸밀수 있는 제품이다.
- 슈퍼마리오: 마리오를 통해 아랫부분으로 인식하여(#같은 모양을 인식) 소리와 함께 여러 기능이 마리오의 가슴부분으로 표시된다. 마리오가 들어있는 건 단 하나이며 마리오가 들어있지 않은 것과 합체할 수 있다. 2019년 말에 출시했다. 2021년 여름에 루이지도 출시하였다. 2022년 8월에는 피치 공주도 출시한다.
- 쥬라기월드: 영화 쥬라기월드를 바탕으로 만들어지는 레고이며, 현재 출시되고 있다.
- 최근 몽키 키드, 드림즈라는 제품도 출시되고 있다. 몽키키드 또한 닌자고처럼 TV에서 방영하고 있다.

## 동호 활동
레고는 원래 3세에서 12세까지의 어린이를 주요 대상으로 해서 출시되었지만, 어린이와 놀아주는 등의 여러 계기로 다시 레고에 빠지는 어른들도 늘어났다. 레고 동호회는 일반적으로 LUG(Lego User Group)이라고 부르며, 성인 레고 동호인은 AFOL(Adult Fan Of Lego)라고 한다. 레고사는 전 세계 LUG 중 일정 기준 이상의 활동을 보이고 있는 곳을 심사 후 지원하는 프로그램을 운영 중인데 이를 RLUG(Recognized Lego User Group)라고 부른다.

## 유사품
중국에서 레고 유사품을 발매하고 있다. 레고 유사품에는 乐拼, 品高, Decool, 乐高, SY, JLB, COGO, LELE, LIGO, LEPIN GB, KADA 등이 있다. 그러나 중국에도 정품 레고 공장이 있기 때문에 중국에서 만들어진 모든 제품이 유사품은 아니며, 폴란드의 코비 블럭(COBI block)이나 대한민국의 옥스포드 블럭, 캐나다의 메가블럭, 뉴질랜드의 맥스블럭과 같은 레고 호환규격의 독자개발 제품 또한 존재한다.

## 사진

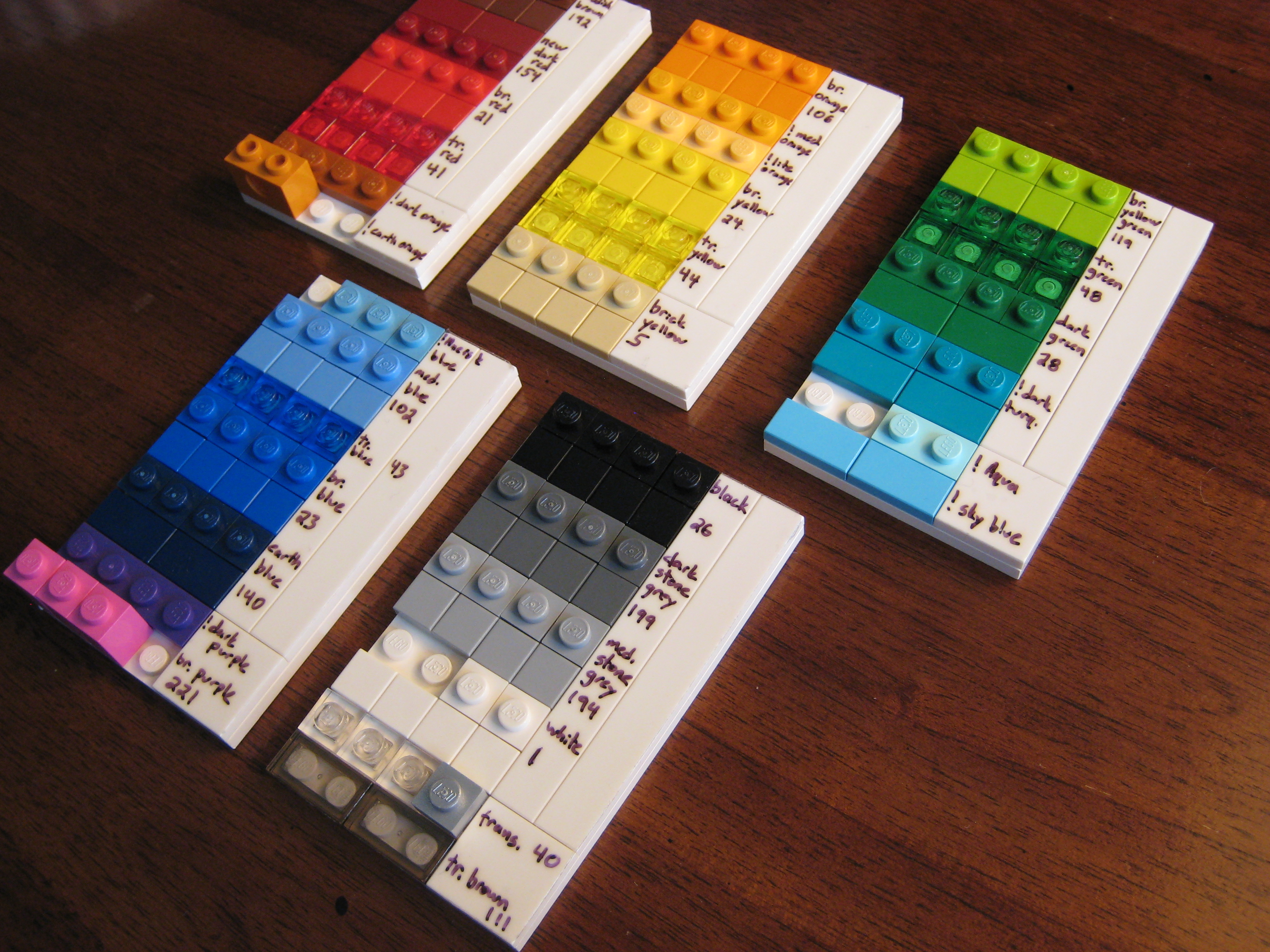
레고 색상
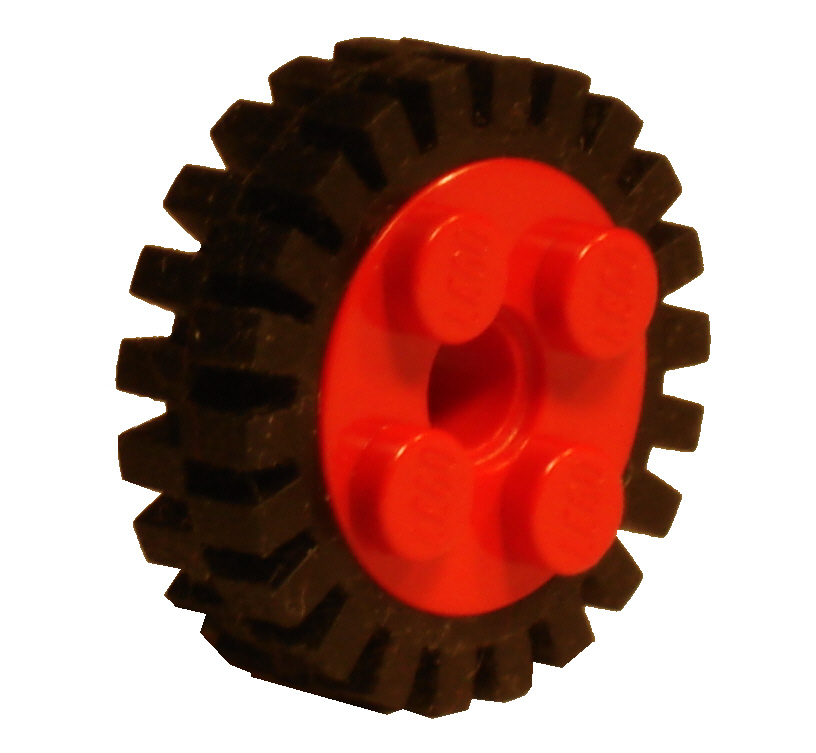
레고 바퀴 부품
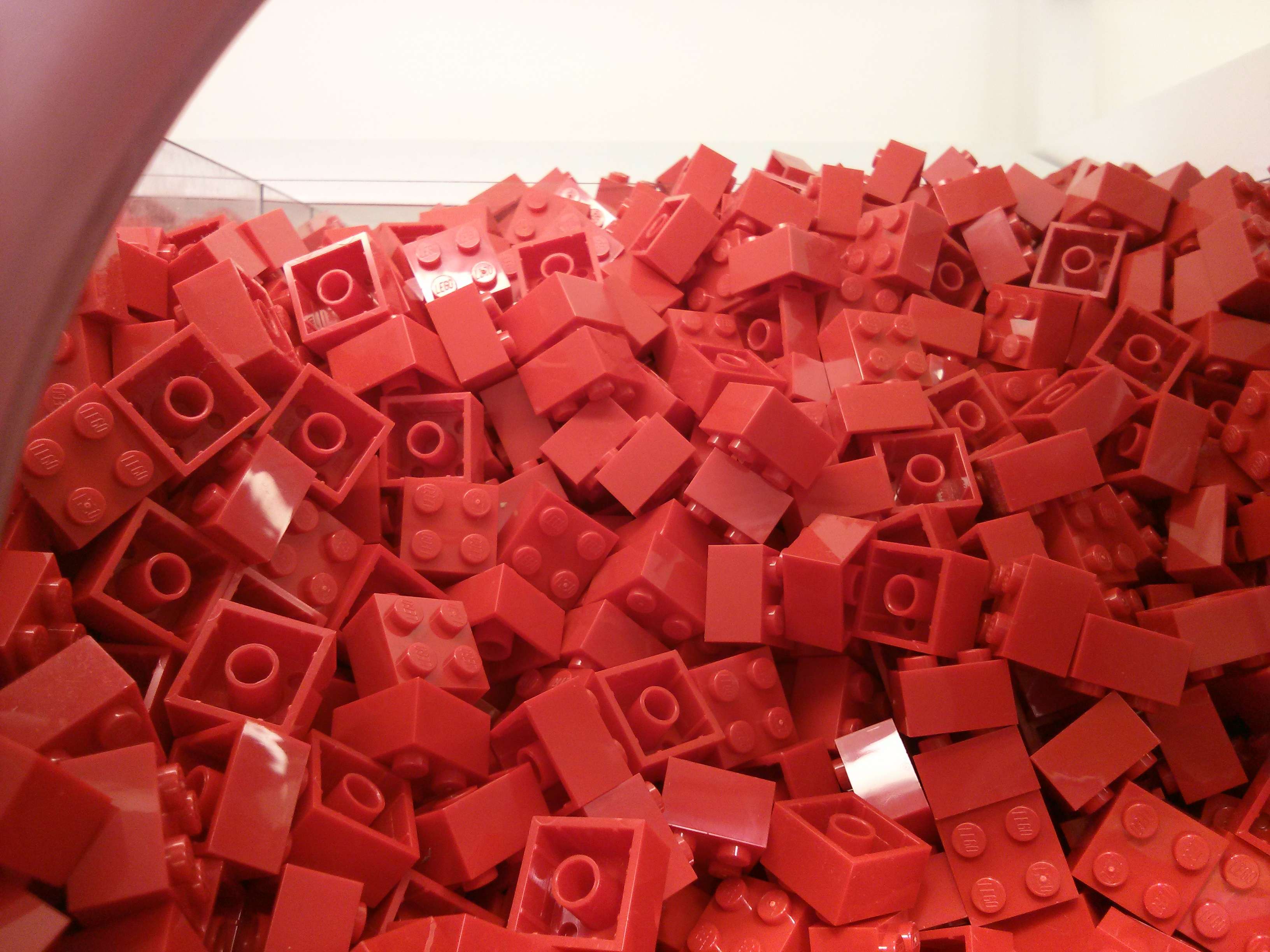
빨간색 2X2 레고 브릭
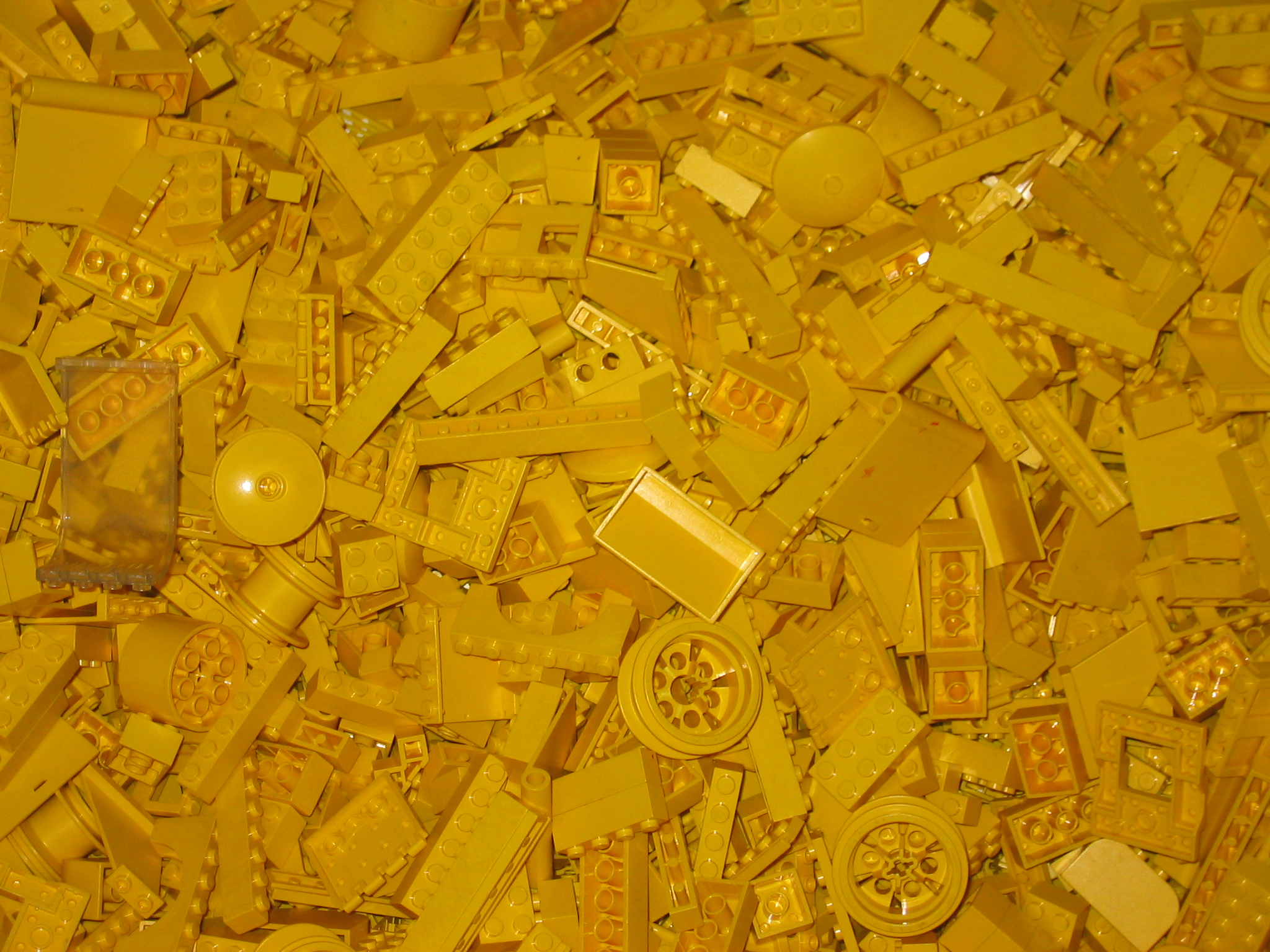
노란색 레고 부품들
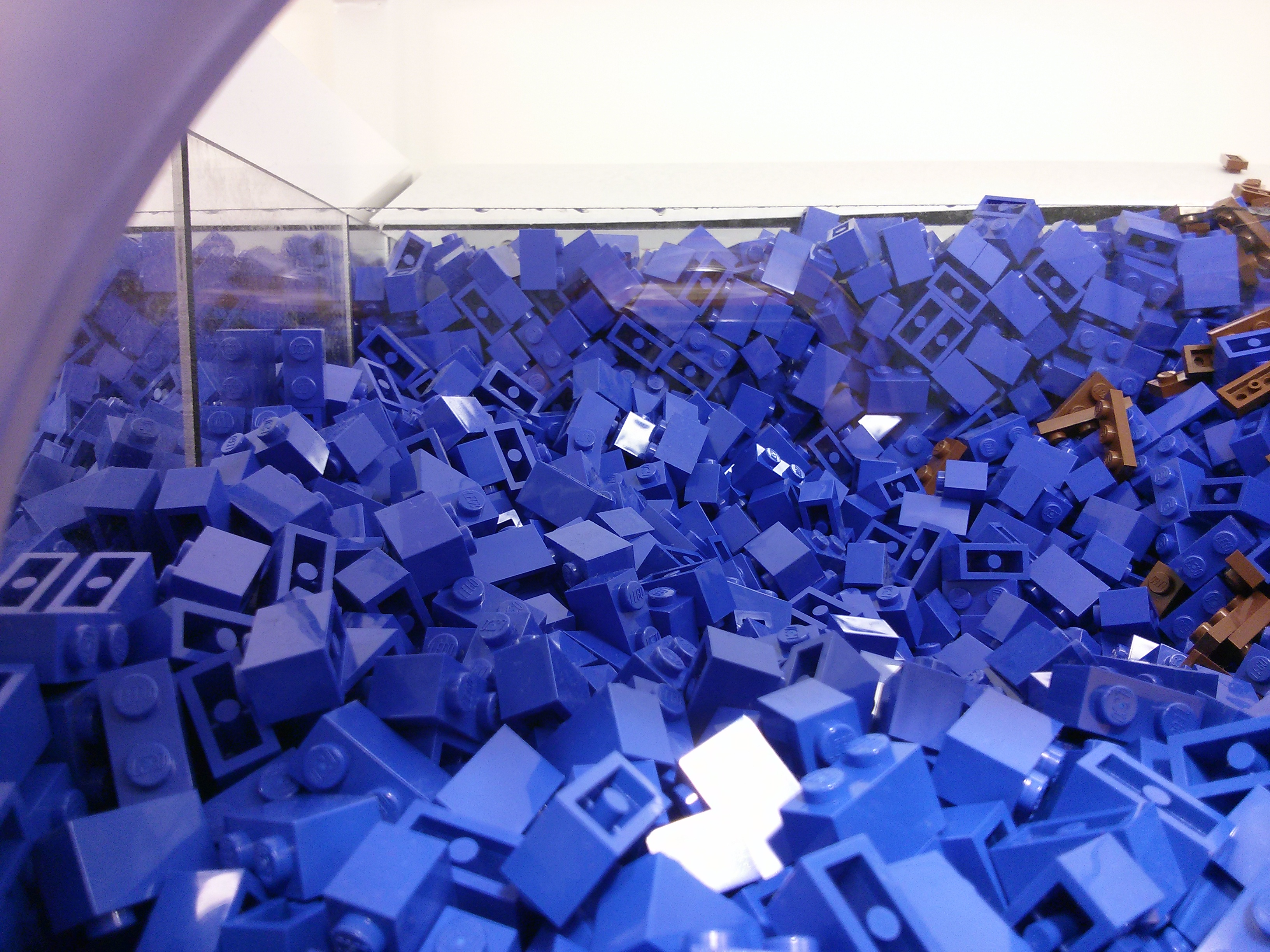
파란색 레고 브릭
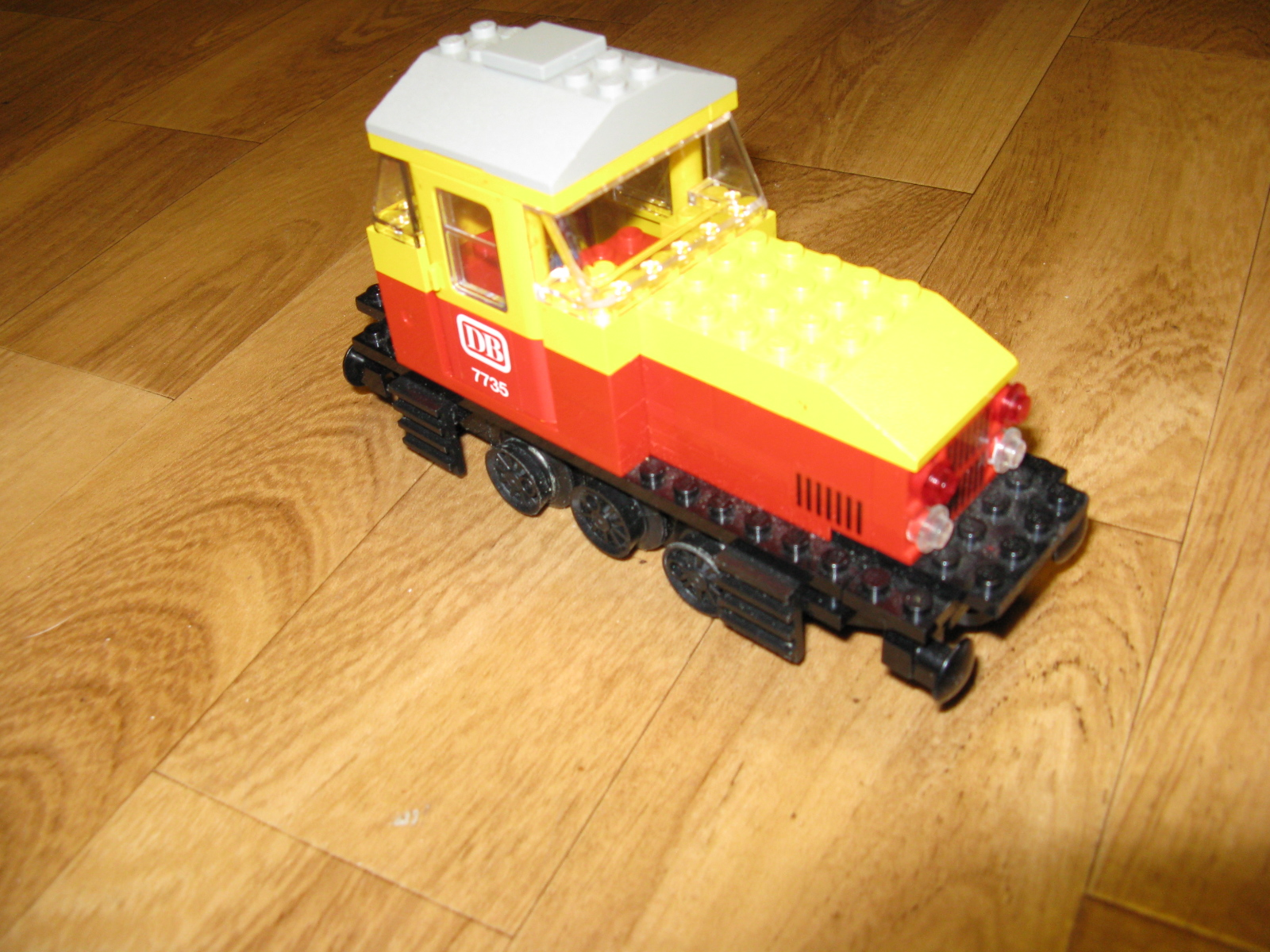
레고로 만든 기관차
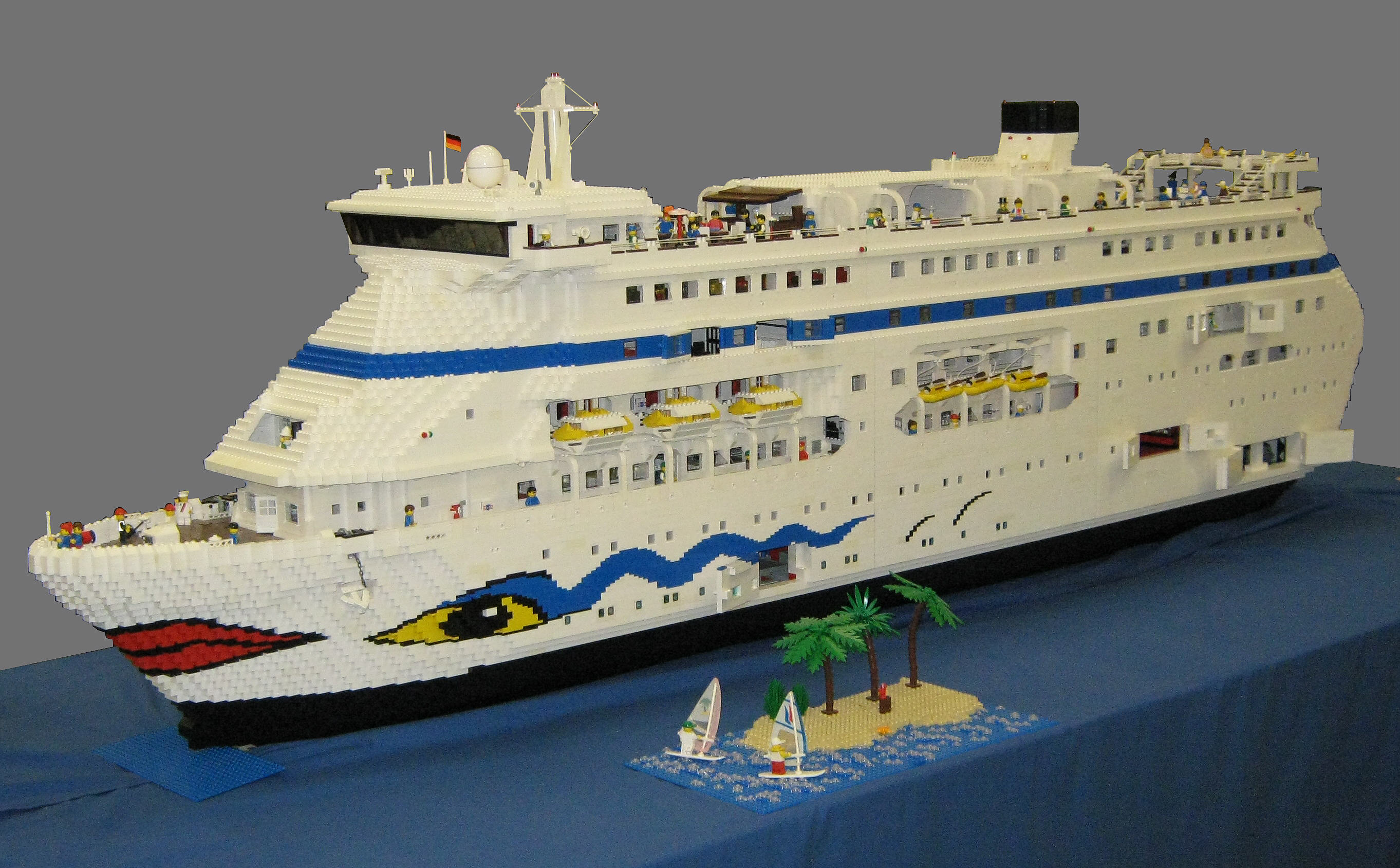
레고로 만든 유람선
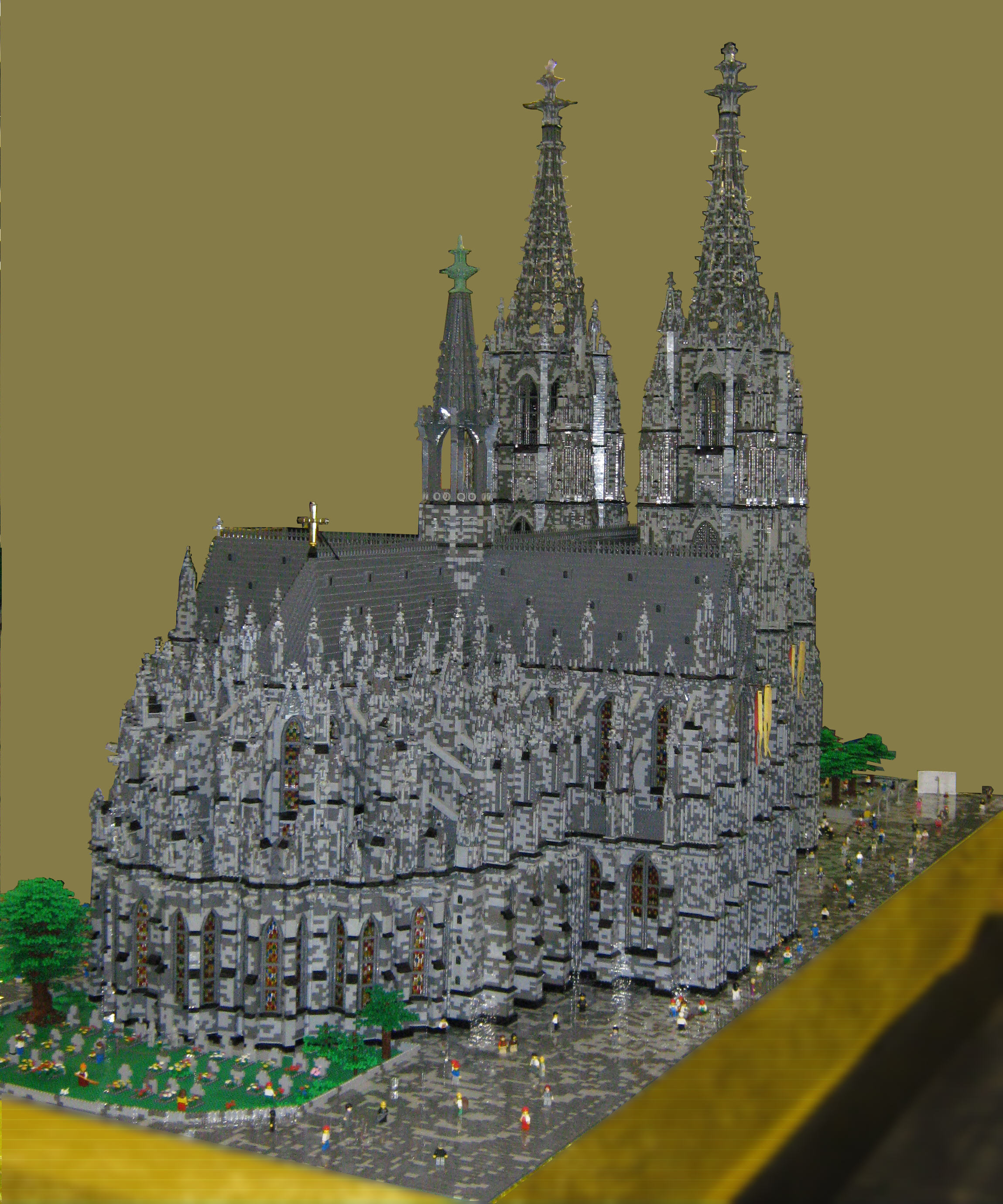
레고로 만든 쾰른 대성당
레고 베트맨 무비 영화 모습
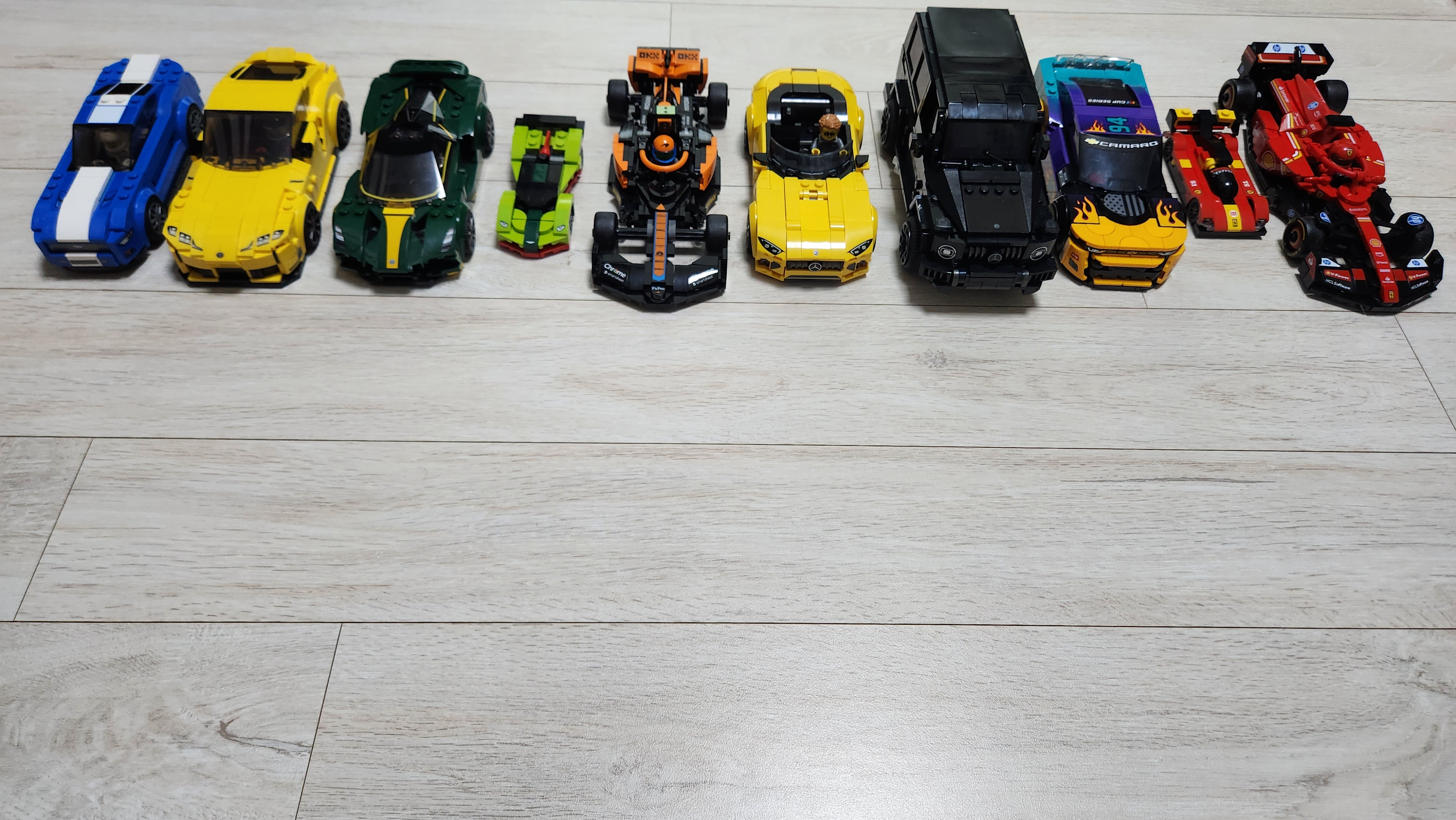
레고의 실존 차량을 모델로 한 스피드 챔피언

## 캐드 프로그램
레고 스탠다드 브릭 모델을 컴퓨터 그래픽으로 구현하고 이를 그래픽적으로 조립 및 개발이 가능한 캐드(CAD) 프로그램으로는 공개 및 무료 소프트웨어인 엘드로우(LDraw)등이 있다.
| |
| (예시) LDraw 시스템을 사용하여 설계 및 빌딩되고 POV-Ray로 렌더링된 작은 마을. 이 모델에는 약 250,000개의 부품이 포함되어 있다. |

## 레고화된 게임과 영화
- 마인크래프트 토끼집
- 아바타
- 마인크래프트 여우집
- 마인크래프트 펜텀 타워
- 마인크래프트 오래된 광산
- 마인크래프트 벌 하우스

## 같이 보기
- 레고 그룹
- 레고랜드
- 옥스포드
- 레고 듀플로
- 레고 프렌즈
- 레고 시티
- 레고 닌자고
- 레고 테크닉